# سیارک ۷۱۷۰
سیارک ۷۱۷۰ (به انگلیسی: 7170 Livesey، نامگذاری:1987MK) هفت هزار و صد و هفتادمین سیارک کشف شده‌است که در ۳۰ ژوئن ۱۹۸۷ کشف شد.